# Marc Chardonnens

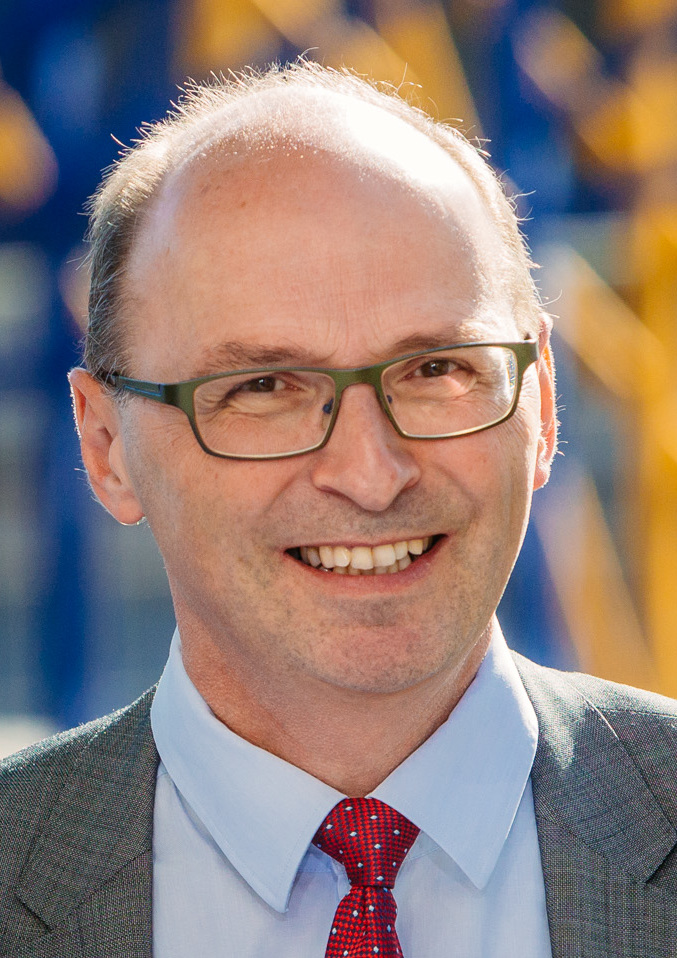
Marc Chardonnens (2017)

Marc Henri Bruno Chardonnens (* 1960; † 6. April 2020) war von 2016 bis 2020 Direktor des schweizerischen Bundesamtes für Umwelt (BAFU). Zwischen 2004 und 2016 war er Vorsteher des Amts für Umwelt beim Staat Freiburg.

## Leben und Wirken
Chardonnens schloss das Studium der Agrarwissenschaften an der ETH Zürich ab. An der Universität Lausanne machte er als Nachdiplom-Studium den Master of Public Administration. Er arbeitete zwischen 1987 und 2004 im damaligen Bundesamt für Umweltschutz bzw. Bundesamt für Umwelt, Wald und Landschaft, zuerst als wissenschaftlicher Mitarbeiter und später als Sektionsleiter in Bereich der Abfallwirtschaft. Von 2004 bis 2016 war er Vorsteher des Amts für Umwelt beim Staat Freiburg und war in dieser Funktion von 2011 bis 2015 Vorsitzender der Konferenz der Vorsteher der Umweltschutzämter (KVU). Am 27. Januar 2016 wählte der Bundesrat Chardonnens als Nachfolger von Bruno Oberle zum neuen Direktor des Bundesamtes für Umwelt (BAFU). Er trat die Stelle am 11. April 2016 an. Per Ende Januar 2020 trat er aus gesundheitlichen Gründen zurück.
Chardonnens wohnte in Meyriez, war verheiratet und hatte zwei erwachsene Kinder.

## Publikationen
- Jacques G. Fuchs, Markus Bieri, Marc Chardonnens (Hrsg.): Auswirkungen von Komposten und Gärgut auf die Umwelt, die Bodenfruchtbarkeit sowie die Pflanzengesundheit. Zusammenfassende Übersicht der aktuellen Literatur. Forschungsinstitut für biologischen Landbau, FiBL-Report, 2004, Frick, Schweiz, ISBN 3-906081-52-4.